# ソフィーのアトリエ 〜不思議な本の錬金術士〜
『ソフィーのアトリエ 〜不思議な本の錬金術士〜』（ソフィーのアトリエ ふしぎなほんのれんきんじゅつし）は、コーエーテクモゲームスより2015年11月19日に発売された日本のゲームソフト。PlayStation 3・PlayStation 4・PlayStation Vitaの3機種同時発売でクロスセーブにも対応している。
北米では『Atelier Sophie The Alchemist of the Mysterious Book』というタイトルで2016年6月7日に発売された。
2021年4月22日には、新規要素を加えたソフト『ソフィーのアトリエ 〜不思議な本の錬金術士〜 DX』、および他の「不思議シリーズ」の新規版（『フィリスのアトリエ 〜不思議な旅の錬金術士〜 DX』『リディー&スールのアトリエ 〜不思議な絵画の錬金術士〜 DX』）をセットにして、「フォトモード」と「デジタルアートブック」(操作説明は英語)が追加されたソフト『アトリエ 〜不思議の錬金術士 トリロジー〜 DX』がPlayStation 4、Nintendo Switch、Microsoft Windows向けに発売された。

## 概要
錬金術によるアイテム作成を主題としたアトリエシリーズの17作目（外伝的作品を除く）。アトリエシリーズは数作ごとに舞台が変わるが、『ソフィーのアトリエ』は黄昏シリーズに替わる不思議シリーズの第1作となり、ゲームシステムも一新されている。本作では「プラフタ」の失われた記憶を錬金術で再生させることが目的となっており、ゲームジャンルは「錬金術再生RPG」とされている。
キャラクターデザインは新たに起用されたNOCOとゆーげんの二人が行う。元々キルヘン・ベルに住んでいたキャラクターはNOCOが担当し、外来のキャラクターはゆーげんが担当する。PS4版はシリーズ初の同ハード向けタイトルであり、外伝・リメイク作品を除けば国内リリースがコーエーテクモゲームス名義で行われる初のアトリエシリーズ作品となる。
週刊ファミ通のクロスレビューではゴールド殿堂入りした。
2016年11月には続編となる不思議シリーズ第2作の『フィリスのアトリエ 〜不思議な旅の錬金術士〜』が発売された。

## あらすじ
キルヘン・ベルという小さな街に、ソフィーという少女が住んでいた。彼女は今は亡き祖母から教わった「錬金術」を志していたが、独学では限界があり、失敗続きだった。
ある時、ソフィーは不思議な「しゃべる本」を発見する。プラフタと名乗るその本は、失われた錬金術を記した本だった。プラフタは記憶を失っており、失われた錬金術のレシピを書き込むことで、記憶を取り戻すことができるという。ソフィーは失われた錬金術を再生させ、プラフタを人間に戻すことを決心する。

## ゲームシステム
本作は昼夜や天候の概念があり、時間帯や天候によっては採取できるアイテムが変化することがある。前作同様、期間制限の概念は無く、年数の経過で自動的にエンディングになることはない。曜日は双葉・蕾・開花・果実・種子の5曜日があり、果実・種子の日は日祝日に当たる。
主人公の数は「アーシャのアトリエ」以来の一人になっており、複数人から選択は不可能。
戦闘に於いてはこれまでは三人までしか同時に参加が出来なかったが、今回は四人まで参加可能となった。バトルの仕様も今作のみ、全員が行動を選択してから順番に行動するようになっている。また、サポートアタックとサポートガードは、コマンド実行前にL1ボタン・R1ボタンで「攻撃スタンス」か「防御スタンス」のどちらかを選ぶ事で、自動で発動するようになった。ストーリーが進みイベントが発生すると、以降は敵を攻撃した時に溜まるチェインのゲージが150％を超えていると自動で強力な攻撃・防御技が発動する他、ゲージが最高の300％になっていると、更に強力なスペシャルアタック・スペシャルガードが発動するようになり、リードを取るキャラのカットインが表示される演出も入る。攻撃スキル以外のスキルは会話イベントを進める事でそれぞれが習得可能。
アイテムは、これまでの作品では主人公のみ使用可能であったが、今作は主人公以外の全キャラもアイテムを使用可能になった(但し、ソフィー以外は使用アイテムに制限がある)。個数も前作までと違い5つまでと決まっている。また前作、前々作とは違い使い切るとアトリエに帰っても回数補充は行われず、付け替えるしかないが、コルネリアのイベントを進めると、彼女の錬金術により自動補充が可能となる。

### 錬金術
材料アイテムをいくつか組み合わせることで、アイテムを作り出すことができる。本作では錬金窯に材料を入れる時にパズルのような画面になる。マス目で仕切られた錬金窯パネルにブロックの様に材料を入れる。マス目を埋めれば埋めるほど品質が上がる。釜にはいくつか種類が有り、調合する事で選べる釜が増える他、光が配置されているマスを埋めた時のポイントも異なり、釜自体を錬金して強化することも可能。更に、中には「ラスボスを倒して初めて調合可能になる釜」も存在する。因みにマスを全て埋めるとソフィーの台詞・挙動が普段とは違った物になる。

### ドールメイク
ゲームが進行するとプラフタが人形の体を持つようになる。プラフタの体に錬金術の材料を組み込むことで、プラフタをカスタマイズできる。能力値だけでなく見た目も変化する。

### 後日談エピソード
これまでのアトリエシリーズでは、主人公が次作で成長した様子が描かれては居るものの、それに繋がる後日談は作られていなかった。しかし本作では、2016年9月16日、無料のDLCとして「後日談エピソード」が配信された。本編終了後は消息不明になるメクレット、アトミナとの再会や、旅立つ経緯などが描かれる。

## 登場人物

### メインキャラクター
ソフィー・ノイエンミュラー
声 - 相坂優歌 / キャラクターデザイン - NOCO
本作の主人公。16歳。祖母から受け継いだ錬金術のアトリエを一人で切り盛りしているが、腕前はイマイチでよく失敗している。赤目赤髪のショートカットの少女。掃除が苦手などずぼらだがまっすぐで頑張り屋な性格。幼馴染にモニカ、オスカーがおり非常に仲良し。モニカには度々アトリエの掃除をしてもらっており、オスカーの店で売っている野菜は涎を垂らすほど好物。他の仲間に比べ通常攻撃の威力などは控えめだが、フィールドで使用するアイテム全て、および探検用アイテムを所持可能。戦闘で使う武器は杖。今回は前々作同様、主人公である彼女も攻撃スキルを使えるようになった。
仕事の依頼で必要な調べ物をするため、本を探していた時にプラフタを見つけてレシピを書き込んだ事で物語が始まる。その後プラフタに錬金術の手ほどきを受けつつ、ある目標のため錬金術に精を出しながら腕前を上げていく。
途中からレオンによって新しい衣装を渡され自動的にそれに着替えるが、その時に追加されるシステム「更衣室」で二つの衣装を自由に着せ替え可能(後日配信された無料DLC衣装を含むと三つ)。次作、次々回作と不思議シリーズ全てに登場する。
プラフタ
声 - 井口裕香 / キャラクターデザイン - ゆーげん
ソフィーのおばあちゃんの古い本。ソフィーが最初に彼女にレシピを書き込んだ後、ソフィーが出かけて居なくなった後動き出した。その為ソフィーは帰って来て本が飛んでいるのを見てかなり仰天した(それ以外の人物の多くも彼女を見て驚いた)。記憶を失っており、ソフィーがレシピを書き込む毎に少しずつ思い出して行く(これは本から人形へと魂が移った後も同様である)。案外拗ね易く、メクレットとアトミナにソフィーが問われ彼女を「ヘンテコな空飛ぶ本」と誤魔化した際には散歩に行く筈がすぐにアトリエに帰ったりしていた。500年もの間、魂は本の中で過ごして数多の錬金術士の元を渡り歩いていた。
ある時からレシピを書き込んでも記憶が全く戻らなくなり、ソフィーが記憶を戻らせる方法を街の人々に訪ねたものの、いい方法が思い付かなかった。しかしメクレットとアトミナが、「元の状況に近くすれば記憶が戻るかも」と提案し、そこから彼女を「人間にする」方法を思い付く。一度はソフィー一人で挑むも失敗したが、それならば「人間」ではなく「人形」にしようと思い直す。ソフィーは四苦八苦しながらも彼女を人形にする道具を全て揃え、そして遂に彼女を人形にする事に成功した。人形になった後は頻繁にソフィーと出掛けたり、武器である「ヘクセ・アウリス」をソフィーに作って貰った後は共に採取にも行くようになる。しかし長い間本であった為水に濡れる事に抵抗感があり、人形になった後でソフィー、レオンと共に山師の水辺にバカンスに行った時は、「服が濡れて気持ち悪い」と発言していた。また、空腹感はあるようだが味覚は無く、成分を分析して味を評価している。その為プラフタが「美味しい」と言った料理もソフィーは「美味しくない」と言うなどの差異が生じている。
500年前までは実は相棒の男性錬金術士「ルアード（メクレットとアトミナの真の姿）」と共にアトリエを営んでいたが、ある時ルアードが、錬金術を使う代わりに自然を荒廃させてしまう「根絶の錬金術」に魅せられ、彼女が注意しても聞かなかった為ルアードと戦闘し、魂を二つに分け人工生命体の体に封じ込めた。それこそが現在のメクレットとアトミナである。同時に誰でも錬金術を使える「知識の大釜」も洞窟の奥深くへと封印し、更に「真理の鍵」を用い、誰もそこに入れないようにした。しかし、500年という長い歳月の中で真理の鍵のに関する記憶を失っていた事や、ソフィーに鍵の作り方を教え作成して貰い、洞窟の封印を解いてしまった(しかも全てを思い出したのは封印を解いた直後)為、急いでそこへ駆け付けた時には手遅れで、メクレットらが先に大釜を奪い、ルアードの姿に戻ってしまった。その後ルアードは、何処かで上記の根絶の錬金術を再開、結果井戸から水が出にくくなる、野菜の育ちが悪くなる、街の近くに魔物が出没するといった異変が生じていた。彼が何処へ行ったのか思い出せないまま何日かが経過すると、ふとその場所を思い出し、急いで巨大な書庫へと向かう。奥にある広間でルアードと対峙、対決。圧倒的な力でプラフタらを苦しめるが、彼女らにより討伐され、再びルアードはメクレットとアトミナの体に封じ込められ、更に大釜も消滅し、錬金術を使う事も出来なくなり完全勝利した。
人形になった後で更にストーリーを進めると、彼女の能力カスタマイズが可能になる。能力だけではなく、衣装も変化させる事が出来、一度衣装を変化させても何度も改造して元に戻すことが可能。因みに新規の衣装は「？？？？」と表示されている項目を選べば作成可能。「オリジナル」は人形になった時から着ていた衣装である。他、有料DLCで購入可能な衣装もある。なお本作で衣装を変えられるのはソフィーと彼女の二人のみ。また、ソフィーと共に不思議シリーズ皆勤賞でもある。
モニカ・エルメンライヒ
声 - 洲崎綾
ソフィーの親友。眼鏡をかけた、金髪のロングヘアの女性。17歳だが真面目な性格で、ソフィーに対しては姉のように振舞う。ソフィーの部屋の掃除をしてあげている。剣術にも長けており、戦闘ではレイピアを使って戦う。街の中央に位置する教会には休日に毎週祈りに来ており、なかなか来られないソフィーをたしなめる事もある。歌う事も趣味で、教会で練習をしているが、人前で見せるのは苦手としておりソフィー達友人らに対しても拒否している。しかしある時、カフェでコンサートを開く筈の歌手が都合で来られなくなってしまい、ホルストとテスに代役を要求される。人前で歌うのが苦手な為最初は拒否していたが、ソフィーに「素朴な焼き菓子」を沢山作って貰う事を条件に一応了承する。この時はまだ心から同意はしておらずソフィーがお菓子を本当に作って来た時には困惑するが、約束を果たしてくれた為歌う事を決意。そしていざカフェのステージに立つと最初はやはり緊張したものの、自分を応援するソフィーの不安そうな顔を見るとリラックスして歌う事が出来た。これがきっかけとなり、音楽の楽しさに目覚め、まだ完全には決めていないが毎晩カフェで歌の練習をしたり、エリーゼの本屋で楽譜を買ったりするなど歌手への道の関心も示すようになる。子供のお世話も好きで、教会ではよくパメラと共に子供達と遊んでいる。お菓子が好物であり、その為装備出来るアイテムは山師の薬やソティー等の回復系が中心。一度、採取地で毒に侵された事があるが、オスカーに薬草を作って貰い助かった。
続編には一切登場しないが、「フィリスのアトリエ」に於いて遠出したパメラからシスターの代役を任され、そのまま教会の歌姫になった事が「リディー＆スールのアトリエ」に於いてそれぞれの作中で語られている。
オスカー・ベールマー
声 - 山下誠一郎
ソフィーの幼馴染。八百屋の息子で、シリーズ屈指の太った男性。16歳。王様を思わせる風貌で、赤い派手な服に青のズボン、大きな靴を履き、王冠に見える南瓜の帽子をいつも被っている。母親のマルグリットには店番や配達をしばしば頼まれるが、本人はあまり乗り気では無く、よくさぼってはマルグリットに怒られている。植物の声を聴くことが出来るが、これは彼のみで他の人物からは少々疑われている。武器はスコップ。振りまわして使うほか、戦闘で荒れた土をならすのにも使う。
植物の事を第一に考えていて、植物のためとなればいつでもどこでも駆けつける。
この三名は初期から共に行動する為経験値も同時に上昇して行き、レベルアップも三人同時である。
次作「フィリスのアトリエ」では体格が本作とは別人と言える程変化した上で続投した。
ジュリオ・セバルト・レーデンシャフト
声 - 大河元気
隣国アダレットの教会騎士団に所属する、19歳の青年。丁寧な物腰で爽やかな性格。錬金術に関して調査するため各地の錬金術師の元を訪ね歩いており、かなりの博識。採取地「忘却のナーセリー」にて、巨大な魔物に襲われそうになっていたソフィーらを助けたのが最初の出会いである。本来はソフィーの祖母に話を聞きに来たのだが既に亡くなっている事を知り、ソフィーの成長の手助けをするため仲間に加わる。戦闘時は身の丈もある大剣を使って戦う。彼を始め登場人物が度々発言している「アダレット」という国は、次々回作「リディー＆スールのアトリエ」の舞台となった。
フリッツ・ワイスベルク
声 - 堀内賢雄
元傭兵の人形師。各地を旅しながら人形劇を演じている51歳の男性。旅の途中でキルヘン・ベルの近くにある巡礼街道の小屋に住み着いており、人形を造っていると独り言を言う癖のせいで幽霊と間違われ、怪談騒ぎとなっていた。ソフィーに発見された事でキルヘン・ベルが近くに有る事を知り街へ辿り着くが、住む家が無く困惑する。しかしホルストの勧めで旧市街にある一軒の空き家で暮らす事となる。普段は落ち着いた性格だが、人形のことになると性格が豹変する。ソフィーの依頼でプラフタの魂の器となるドールを作成する。家族としては娘が居るが、方向音痴である事や、一人でも何とか生きていると信じる気持ちから、生き別れにはなったが捜索は特にしていない。彼も不思議シリーズでは皆勤賞を飾る。
コルネリア
声 - 近藤唯
キルヘン・ベルを訪れた、旅の錬金術士の少女。15歳。物品を複製する能力を持ち、その能力を活用して量販店という店を営む。物語が進むと戦闘でアイテムを使用した場合、アトリエに帰還した際この能力で使用回数を補充して貰えるようになる。ただし前シリーズと違い、毎回コールを消費する。補充するか否かは任意に設定可能。ただしこの能力には、使用する度に身長が縮んでしまうという代償がある。それを補う為にいつもミルクを飲んでいる。店を営む以前にもストリートに頻繁に顔を見せて下調べをしており、その際ソフィーと出会い、それ以来彼女からのみ「コルちゃん」の愛称で呼ばれている。マイペースでのんびり屋の性格。父親を探すために旅をしており、量販店を営むのも有名になって父親の手掛かりを知るための手段の一つ。戦闘では様々な仕掛けが施された仕込み手甲を装備し、格闘技で戦う。
今あるものを増やすため、無いものを欲している客が利用しない事から最初は経営に行き詰っていたが様々な売り上げを伸ばすため工夫を凝らし、徐々に商売も軌道に乗り始める。
次作「フィリスのアトリエ」には、彼女を模した人形が登場するのみであったが、次々回作「リディー＆スールのアトリエ」にて再登場を果たす。
ハロル・ジーメンス
声 - 新垣樽助
時計店を営む青年。幼いころはソフィーの面倒を見ていたこともある。親から時計店を受け継いだが、仕事態度はいたってふまじめ。しかし後に、ソフィーらとの交流をきっかけに少し態度が変化しただけでなく、プラフタのねじ巻きを製作して以降は、時計屋らしく時計に関心を持つようになり、エリーゼの営む本屋で時計の本を沢山購入するようになる。本人はこの事を「気まぐれ」「暇つぶし」と言っており、また、ソフィーに対し自主的に採取に同行する事を「銃の試し打ちをしたいだけ」と言ったり、オスカーに心理を聞かれた際にも無口になったりと、素直ではない性格と思われる。
序盤では時計ではなく銃を作っていたり、「俺が～しているなら～している事になる」とわがままな発言をしたり、何かとソフィーに意地悪を言う態度が目立つが、実はこれらの行動は全て、実の父親と比較し周囲から下級扱いされ、それに嫌気が差して心を閉ざしていた事の裏返しであった。後に上記の一件のきっかけで時計の修理を行うようになるが、ある時住民のお婆さんが修理を依頼した時計が自分の父の物と分かり、それと同時に今までは父親が子供の頃から時計作りに優れていると思っていたが、実は父親も昔は苦労をしていた事も分かった。それが決定打となり、父親に負けないぐらい立派な時計職人になると決意を新たにした。
戦闘では旅の商人から譲り受けた銃を使って戦う。
レオン
声 - 飯塚雅弓
旅の仕立師を営む、24歳の女性。明るく元気で自信家の、嵐のような性格。ソフィーとは露店を開くための場所を物色している時に知り合い、プラフタのための服の製作を依頼するなどの出来事を通じて仲を深めていく。防具の作成や強化、糸や布素材の販売をしてくれる他、戦闘では槍で戦う。
本名はアメリア・レオンマイヤー。隣国アダレットの品評会で優勝した凄腕の仕立師であったが、夢を叶えた後服を作る意義を見失い、かつての情熱を取り戻すために素性を隠して各地を旅していた。

### サブキャラクター
ホルスト・バスラー
声 - 上田燿司
キルヘン・ベルのカフェの店主。モノクルをかけている。昼はカフェだが夜には酒場になる。様々な人の出入りがあるため、人々からの依頼を受けたり、噂話を聞くことができる。他の人の事を呼び捨てで呼ぶが、話し方は常に敬語。店の仕事はいつも一人で切り盛りしているが、休みの日にはテスが手伝いに来る。ピアノが上手であり、店に用意されているピアノを弾く事もある。本人曰く「人に聞かせる程の演奏ではない」との事だが、ソフィーからは絶賛されていた。
テス・ハイツマン
声 - 仲谷明香
ホルストのカフェで特定の曜日に働いているウェイトレス。彼女目当てに長居する客がいる程、カフェの人気者。兎耳のカチューシャと兎のしっぽを付けている。大家族の長姉であり、家族を支えるために働いている。明るく陽気な性格だが後先考えない所があり、トラブルメーカー気質なのが玉に瑕。ホルストの依頼で貰える「引換券」を様々な貴重品と交換してくれる。目玉商品は100枚で交換できる「デート券」で、自分とのデートをエサに客が積極的に依頼を受けてくれるよう煽っている。ソフィーはこのデート券を使ってテスと二人でデートに行き、テスがいつも行きたがっていたお菓子屋へ出掛けた。テスもとても喜んでいたが、テスとのデートを狙っていた男性客はヤケを起こし、飲みまくった。
ちなみに、兎耳のカチューシャとしっぽはお客を釣るためだがホルストに事前に着用の許可を得たものであり、その事からホルストの趣味ではないかと疑われた。
パメラ・イービス
声 - 谷井あすか
教会の修道女で年齢は不明。教会で寄付と引き換えにお札や聖水といったアイテムを譲ってくれる。ゴスロリ風の衣装を着たシリーズでお馴染みのキャラクターでスター・システムで登場。メルルのアトリエ以来の登場となる。また、アーランドシリーズでは主に空中を浮遊して移動し、飲食は特にしなかったが、今シリーズでは地面を歩いての移動がメインで、飲食は普通に行っている。一応空中浮遊は可能なようだが、疲れるのであまりしないらしい。なお、今作のみ他人を驚かせる描写は一切無く、かつてのクローネのように街の人達を見守る母親のような存在である。また他人は呼び捨てにせず、男性キャラは「君」、女性キャラは「ちゃん」付けで呼ぶ。
ロジー（ロジックス）
声 - 石川界人
鍛冶屋の青年。武器を作成・強化や自身が作った武器を売ってくれるほか、鉱物系の素材も販売している。「エスカ＆ロジー」のアトリエに登場するロジーとは別人だが声優は同じ。
エリーゼ・フューリー
声 - 大坪由佳
本屋の店員。眼鏡をかけている。紙系のアイテムを販売してくれる。本屋の勤務なだけあり本を読むのは大好きで、本屋では勿論町外れの森でも読む事が有る。眼鏡を外すと別人のようになり、当初ソフィーは誰だか分らなかった。眼鏡をかけているだけあり外すと周囲は全てぼやけ、ソフィーですら声でやっと認識出来る程。本屋はいつも薄暗く、ソフィーから何故明るくしないのか尋ねられた際は、本の材料である紙の性質上明るく出来ないのだと話した。

## 主題歌
オープニングテーマ
「Phronesis」
作詞・作曲・編曲 - 柳川和樹 / 歌 - RURUTIA

エンディングテーマ
「Little in my Little」
作詞・作曲・歌 - RURUTIA / 編曲 - うどんタイマーP

挿入歌
「世界、星と空と道と」
作詞 - 白川哲、浅野隼人 / 作曲・編曲 - 浅野隼人 / 歌 - 亜美
「cara nua」
作詞・作曲・編曲 - 樋口秀樹 / 歌 - WHITE-LIPS
「ドールメイクのうた」
作詞・作曲・編曲 - 柳川和樹 / 歌 - 月子
「いつか、どこかで。」
作詞・作曲・編曲 - 矢野達也 / 歌 - 丘咲アンナ
「ペンタス」
作詞・作曲・編曲 - 浅野隼人 / 歌 - モニカ(洲崎綾)
「Liela Xea」
作詞 - 青木香苗 / 作曲・編曲 - 阿知波大輔 / 歌 - 霜月はるか